# Isodictya deichmannae
Isodictya deichmannae är en svampdjursart som först beskrevs av de Laubenfels 1949.  Isodictya deichmannae ingår i släktet Isodictya och familjen Isodictyidae. Inga underarter finns listade i Catalogue of Life.